# Meuliek
Meuliek is een bestuurslaag in het regentschap Bireuen van de provincie Atjeh, Indonesië. Meuliek telt 556 inwoners (volkstelling 2010).